# ビーケーワン怪談大賞
ビーケーワン怪談大賞（ビーケーワンかいだんたいしょう）は、オンライン書店ビーケーワンで第1回（2003年）から第9回（2011年）まで毎年夏に開催されていた公募文学賞である。

## 概要
選考委員は、作家の加門七海と福澤徹三、評論家の東雅夫の3名。
規定枚数が上限800字以内である点、応募作が全て特設の専用ブログ上で投稿直後から公開される点、選考委員が全応募作品に目を通して選考作業をおこなう点が、大きな特色となっている。 
入選作と優秀作100編を収めた傑作選が、ポプラ社より「てのひら怪談」のシリーズ名で刊行された。 
なお、後継として、選考委員も800字以内の怪談作品という規定も同じ公募の文学賞てのひら怪談大賞が2012年にスタートしている。

### 応募規定
400字の原稿用紙2枚（800文字）以内の怪談作品。

## 沿革
オンライン書店ビーケーワンと東雅夫が提携して運営されているウェブサイト「幻妖ブックブログ」の夏期イベントとして、ビーケーワン社員で詩人の辻和人が発案した。辻と、ビーケーワン社外エディターでフリーライターのタカザワケンジが運営実務を担当、福澤徹三と東が選者となって、2003年から公募が開始された。2004年からは加門七海も選者に加わる。当初は70編程度しか集まらなかったが、次第に応募数が増加。特に専用ブログに全応募作品をリアルタイムで掲載する方式をとった第3回以降、投稿が爆発的に増え、それにつれて作品の質も格段に向上していった。第6回には、1人3作品までという投稿数制限にもかかわらず、725編もの作品が寄せられている。
2012年5月17日より、ビーケーワンが大日本印刷グループとNTTドコモの合弁会社・株式会社トゥ・ディファクトが運営するhontoに統合され、それに伴い終了した。

## 受賞作家・作品一覧
第1回 2003年
- 大賞：朝宮運河『見上げる二人』[1]
- 優秀賞：佐々木土下座衛門『傘を拾った話』
- 優秀賞：江崎来人『夜寒のあやかし』
- 佳作：カオパパ『お陀仏したらな』
- 佳作：アラキ『蟹』
- 佳作：SYU『（タイトルなし）』
- 佳作：松本楽志『蝉の祠』
- 佳作：ねと『（タイトルなし）』

第2回 2004年
- 大賞：佐々木隆『住んでいる家で昔起きたこと』
- 優秀賞：中尊寺『ちり、ちり』
- 優秀賞：朝宮運河『白昼』
- 佳作：秋芳雅人『観覧車の顔』
- 佳作：松本楽志『ゆびさした場所』
- 佳作：岑城聡美『見つけた』
- 佳作：甘南備あさ美『テディ』
- 佳作：イタ子28号『テルテル坊主』

第3回 2005年
- 大賞：我妻俊樹『歌舞伎』
- 優秀賞：秋芳雅人『乗り移るもの』
- 優秀賞：雨川アメ『連れて行くわ』
- 佳作：神森繁『カミサマのいた公園』
- 佳作：登木夏実『流れ』
- 佳作：ヒモロギヒロシ『デッドヒート』
- 佳作：彫川玄琢『カレンダー』
- 佳作：高山大豆『酒の味』
- 佳作：クジラマク『人を喰ったはなし』
- 佳作：ぬくてる『ねじれた人と折れた人』

第4回 2006年
- 大賞：勝山海百合『軍馬の帰還』
- 優秀賞：夢乃鳥子『矢』
- 優秀賞：江崎来人『ムグッチョの唄』
- 佳作：立花腑楽『吉田爺』
- 佳作：不狼児『猫である』
- 佳作：クジラマク『ガス室』
- 佳作：田辺青蛙『薫糖』
- 佳作：夜猿『光の穴』
- 愉しませてもらいました賞（加門七海選）：不狼児『マンゴープリン・オルタナティヴ』
- 愉しませてもらいました賞（福澤徹三選）：黒史郎『祖父のカセットテープ』
- 愉しませてもらいました賞（東雅夫選）：惰門出『カオリちゃん』

第5回 2007年
- 大賞：ヒモロギヒロシ『死霊の盆踊り』
- 優秀賞：クジラマク『赤き丸』
- 優秀賞：有井聡『磯牡蠣』
- 佳作：我妻俊樹『客』
- 佳作：勝山海百合『古井戸』
- 佳作：亀ヶ岡重明『アキバ』
- 佳作：狩野いくみ『赤地蔵』
- 佳作：君島慧是『デウス・エクス・リブリス』
- 佳作：飛雄『よそゆき』
- 佳作：松音戸子『アイス墓地』
- 佳作：松本楽志『厄』
- 佳作：幽星『影を求めて』
- 佳作：江崎来人『お花さん』
- 愉しませてもらいました賞（加門七海選）：武田若千『女』
- 愉しませてもらいました賞（福澤徹三選）：日野光里『角打ちでのこと』
- 愉しませてもらいました賞（東雅夫選）：うどうかおる『グラマンの怪』

第6回 2008年
- 大賞：飛雄『朝の予兆』
- 優秀賞：白縫いさや『傘の墓場』
- 優秀賞：仲町六絵『鳥の家』
- 佳作：我妻俊樹『百合』
- 佳作：ヒモロギヒロシ『トロイの人形』
- 佳作：金魚屋『八百年』
- 佳作：綾倉エリ『パッチン留め』
- 佳作：北詰渚『カチンコチン』
- 愉しませてもらいました賞（加門七海選）：蕗谷塔子『タマコ』
- 愉しませてもらいました賞（福澤徹三選）：太田工兵『告訴状』
- 愉しませてもらいました賞（東雅夫選）：皆川舞子『布団』

第7回 2009年
- 大賞：岩里藁人『美醜記』
- 優秀賞：沙木とも子『本家の欄間』
- 優秀賞：仲町六絵『水晶橋ビルヂング』
- 佳作：石居椎『でいだら』
- 佳作：影山影司『祟りちゃん』
- 佳作：烏本拓『波動』
- 佳作：君島慧是『球体関節リナちゃん』
- 佳作：国木映雪『ぼくと新しい神さま』
- 佳作：黒木あるじ『おまもり』
- 佳作：紺詠志『梨園のマネキン』
- 佳作：葉越晶『山羊の足』
- 佳作：ヒモロギヒロシ『さらばマトリョーシカ』
- 佳作：我妻俊樹『蛾』
- 愉しませてもらいました賞（加門七海選）：小瀬朧『冥福を祈る』
- 愉しませてもらいました賞（福澤徹三選）：小島モハ『柿をとる人』
- 愉しませてもらいました賞（東雅夫選）：白縫いさや『東の眠らない国』

第8回 2010年
- 大賞：該当作なし
- 優秀賞：葉原あきよ『警告』
- 優秀賞：芝うさぎ『あふひ』
- 優秀賞：猫吉『安全ポスター』
- 優秀賞：神沼三平太『手話』
- 佳作：有井聡『ボランティア』
- 佳作：古屋賢一『コラボ』
- 佳作：地獄熊マイケル『マリア様をみてる』
- 佳作：我妻俊樹『汐蜂』
- 佳作：屋敷あずさ『血天井』
- 佳作：君島慧是『いばらの孤島へ』
- 佳作：在神英資『ぶち切レ』
- 佳作：金魚屋『チヤの遺品』
- 愉しませてもらいました賞（加門七海選）：行一震『黒く塗ったら』
- 愉しませてもらいました賞（福澤徹三選）：緋衣『廃屋』
- 愉しませてもらいました賞（東雅夫選）：間遠南『ねばーらんど』

第9回 2011年
- 大賞：小瀬朧『窓辺』
- 優秀賞：貫井輝『子供靴』
- 優秀賞：告鳥友紀『過ぎゆくもの』
- 佳作：松本楽志『氷売り』
- 佳作：廻転寿司『タヌキ』
- 佳作：武田若千『隣家の風鈴』
- 佳作：水没『深さをはかる』
- 佳作：ルリコ『靴』
- 愉しませてもらいました賞（加門七海選）：尾神ユウア『黄泉の花嫁』
- 愉しませてもらいました賞（福澤徹三選）：よいこぐま『坊主の行列』
- 愉しませてもらいました賞（東雅夫選）：根多加良『おかえり』